# Buskia mogilensis
Buskia mogilensis is een mosdiertjessoort uit de familie van de Buskiidae. De wetenschappelijke naam van de soort is voor het eerst geldig gepubliceerd in 1984 door Gostilovskaja.